# Anthracnose du haricot

L'anthracnose du haricot est une maladie cryptogamique due à une espèce de champignons ascomycètes  microscopique (Colletotrichum lindemuthianum) qui affecte principalement les cultures de haricot commun, mais aussi d'autres espèces de légumineuses proches, comme le haricot de Lima et le haricot d'Espagne notamment.
Les symptômes de la maladie apparaissent sous forme de taches noirâtres sur les tiges, pétioles et nervures des feuilles, ainsi que sur les gousses. Les graines contaminées présentent des taches brunes visibles sur les graines blanches ou claires.